# Герцогенбург
Герцогенбург (нім. Herzogenburg) місто в окрузі Санкт-Пельтен (Ланд) в австрійській землі Нижня Австрія.